# Strato (nube)
In meteorologia lo strato (in latino stratus, abbreviazione St) è una nube bassa e uniforme, a sviluppo orizzontale di colore variabile dal grigio scuro fino quasi al bianco.
Lo strato può dare origine a piogge o nevicate ma molto deboli, a differenza dei nembostrati. Un'altra caratteristica che distingue gli strati da questi ultimi è il minor spessore (che spesso lascia trasparire la luce del Sole e della Luna) e la maggiore uniformità.

## Specie
Esistono due specie di strato:
- Stratus fractus (St fra);
- Stratus nebulosus (St neb).

## Varietà
Gli strati possono presentarsi nelle seguenti tre varietà:
- Stratus opacus (St op);
- Stratus translucidus (St tr);
- Stratus undulatus (St un).

## Galleria d'immagini

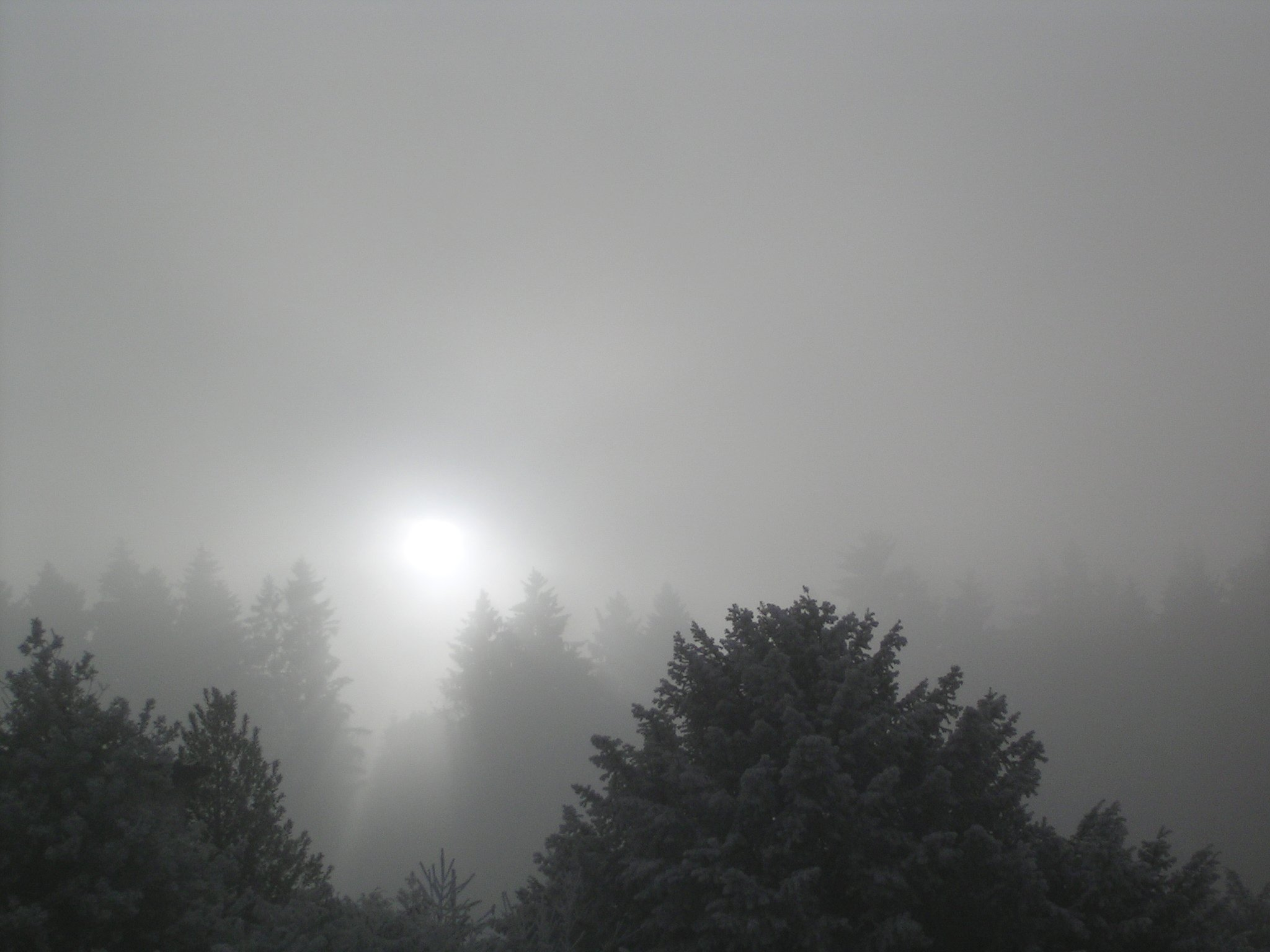
Vista da sotto...
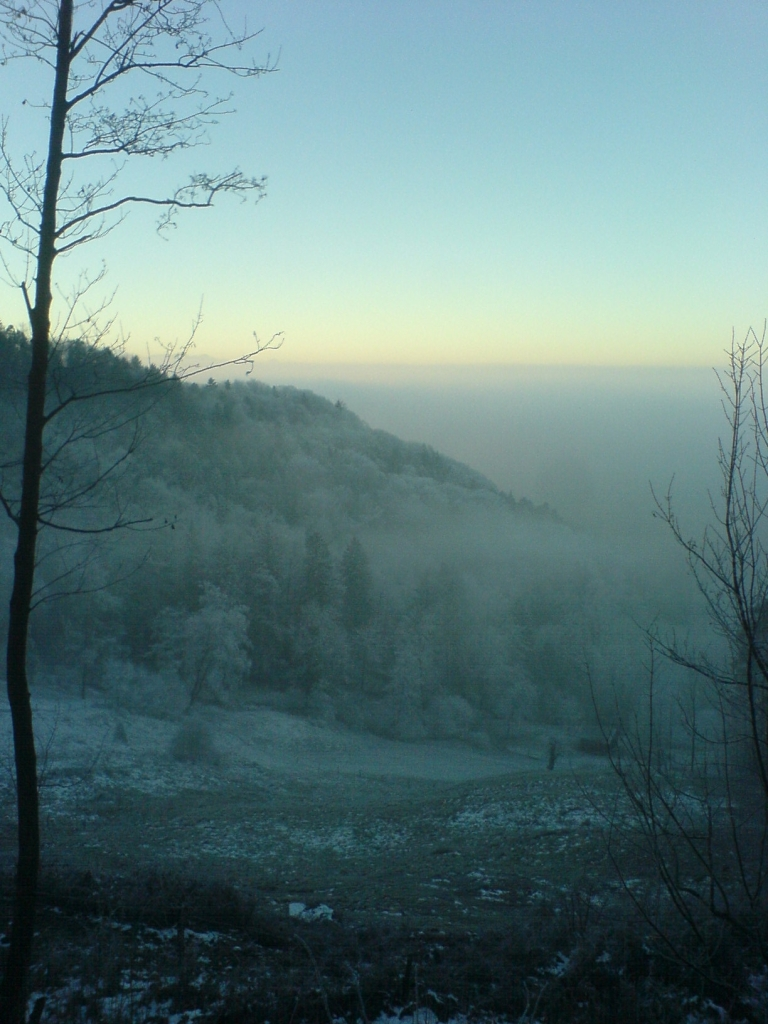
...dentro...
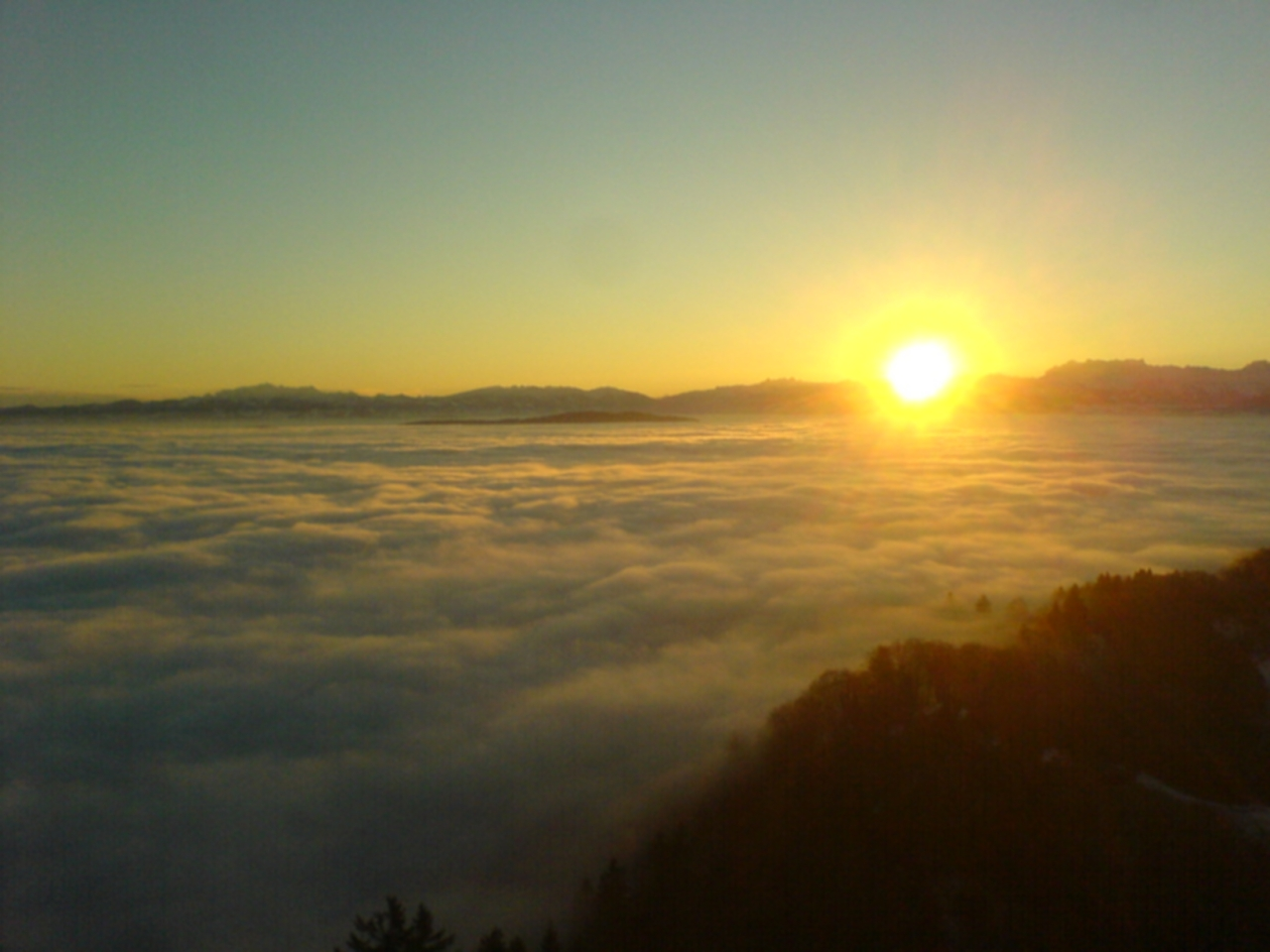
...e sopra un livello di nubi stratiformi.